# Burhinus grallarius
Burhinus grallarius là một loài chim lớn, đặc hữu của châu Úc. Chúng thường sống ở thảo nguyên và rừng.

## Hình ảnh

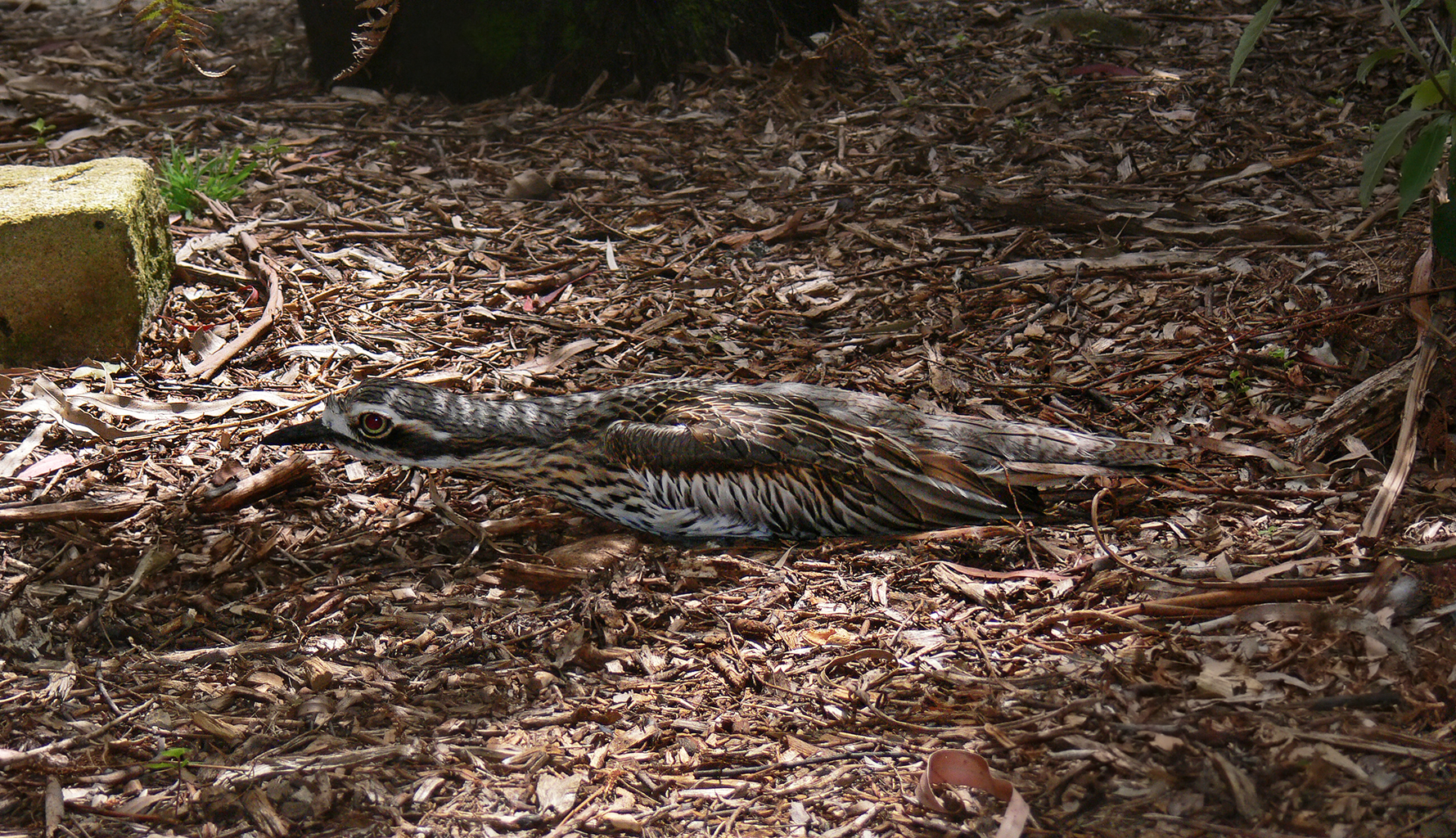
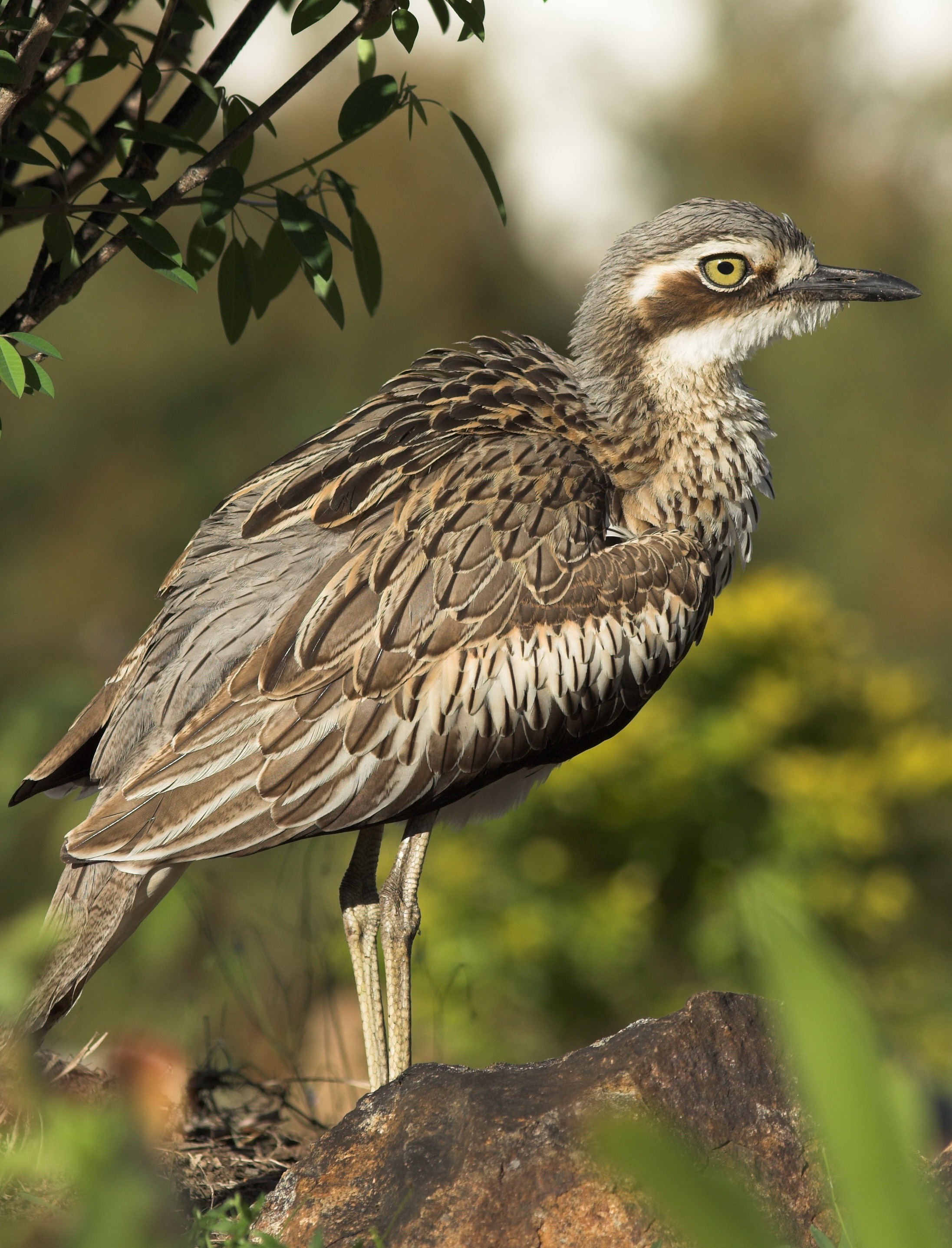
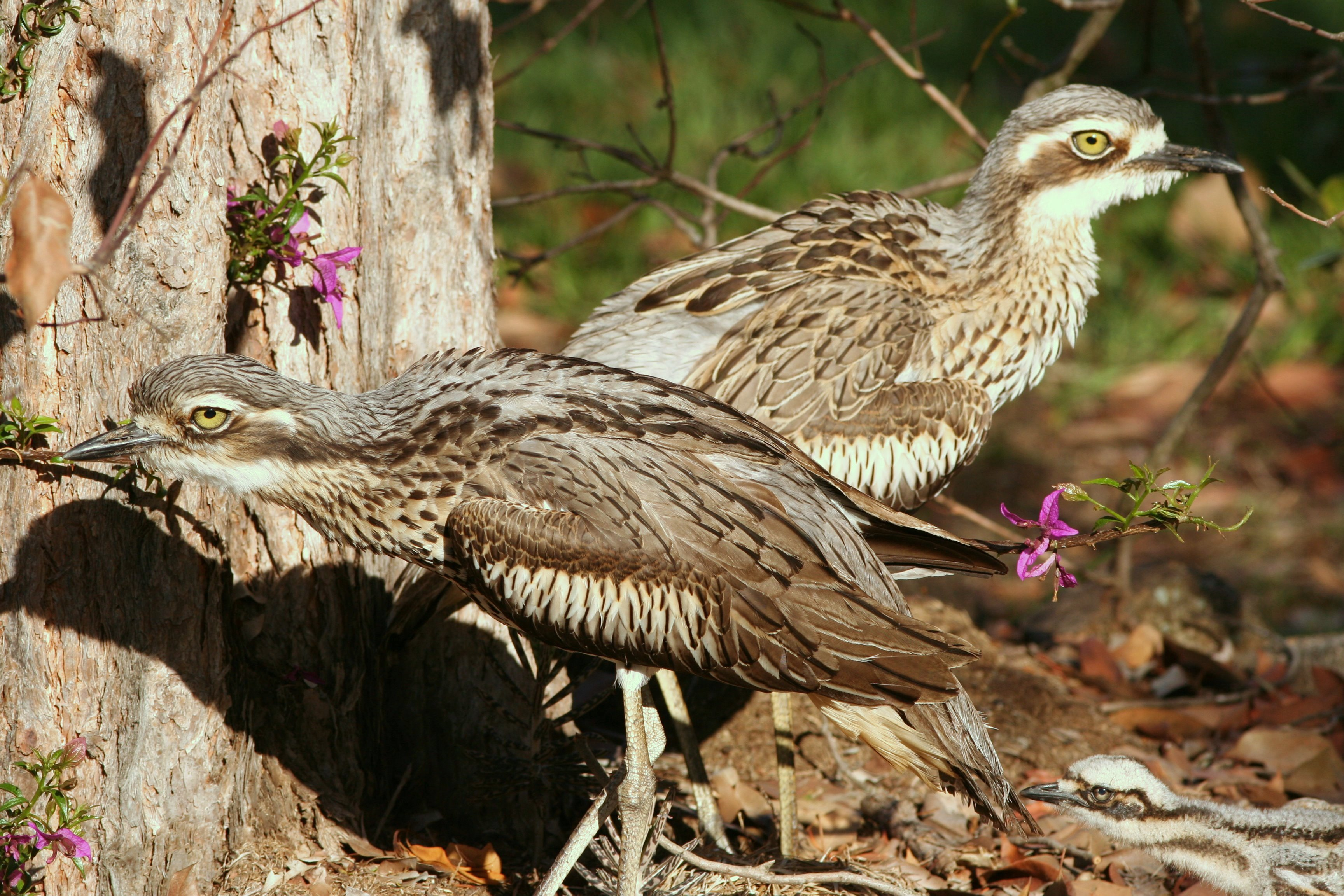